# 東松山警察署
東松山警察署（ひがしまつやまけいさつしょ）は、埼玉県東松山市にある、埼玉県警察が管轄する警察署の一つ。署長は警視。第2方面本部（川越警察署）所属。

## 所在地
- 東松山市大字上野本1117番地1

## 管轄区域
- 東松山市
- 比企郡川島町
- 比企郡吉見町
- 比企郡滑川町

## 沿革
- 1872年（明治5年）11月4日：入間県比企郡松山町に松山町見張番所が置かれる。
- 1877年（明治10年）2月5日：警察署・分署制の実施により「松山警察署」に改められる。
- 1879年（明治12年）4月：庁舎新築移転（松山町大字松山4561番地）
- 1882年（明治15年）8月10日：坂戸分署を川越警察署坂戸分署に所轄変更。
- 1909年（明治42年）9月20日：庁舎新築。
- 1925年（大正14年）6月15日：小川分署が小川警察署に昇格し、松山警察署の所轄から離れる。
- 1948年（昭和23年）3月7日：旧警察法施行に伴い、自治体警察松山町警察署が設置され松山町を管轄、松山町以外は国家地方警察松山地区警察署が管轄。
- 1951年（昭和26年）10月1日：旧警察法改正に伴い、松山町警察署が国家地方警察松山地区警察署に統合される。
- 1954年（昭和29年）7月1日：新警察法施行に伴い埼玉県東松山警察署に改称。
- 1955年（昭和30年）10月13日：庁舎新築移転（東松山市大字松山4373番地）
- 1968年（昭和43年）9月：住居表示実施により東松山市本町1-2-21になる。
- 1980年（昭和55年）：庁舎新築移転（東松山市大字上野本1117番地1）
- 1981年（昭和56年）：庁舎が昭和56年度全国警察施設コンクール金賞を受賞する。
- 2021年（令和3年）4月：管内の交番再編に伴い、高坂西交番が高坂駅前交番高坂西派遣所に改称する。[1]

## 交番
東松山市
- 大岡交番（大字東平2453-18）

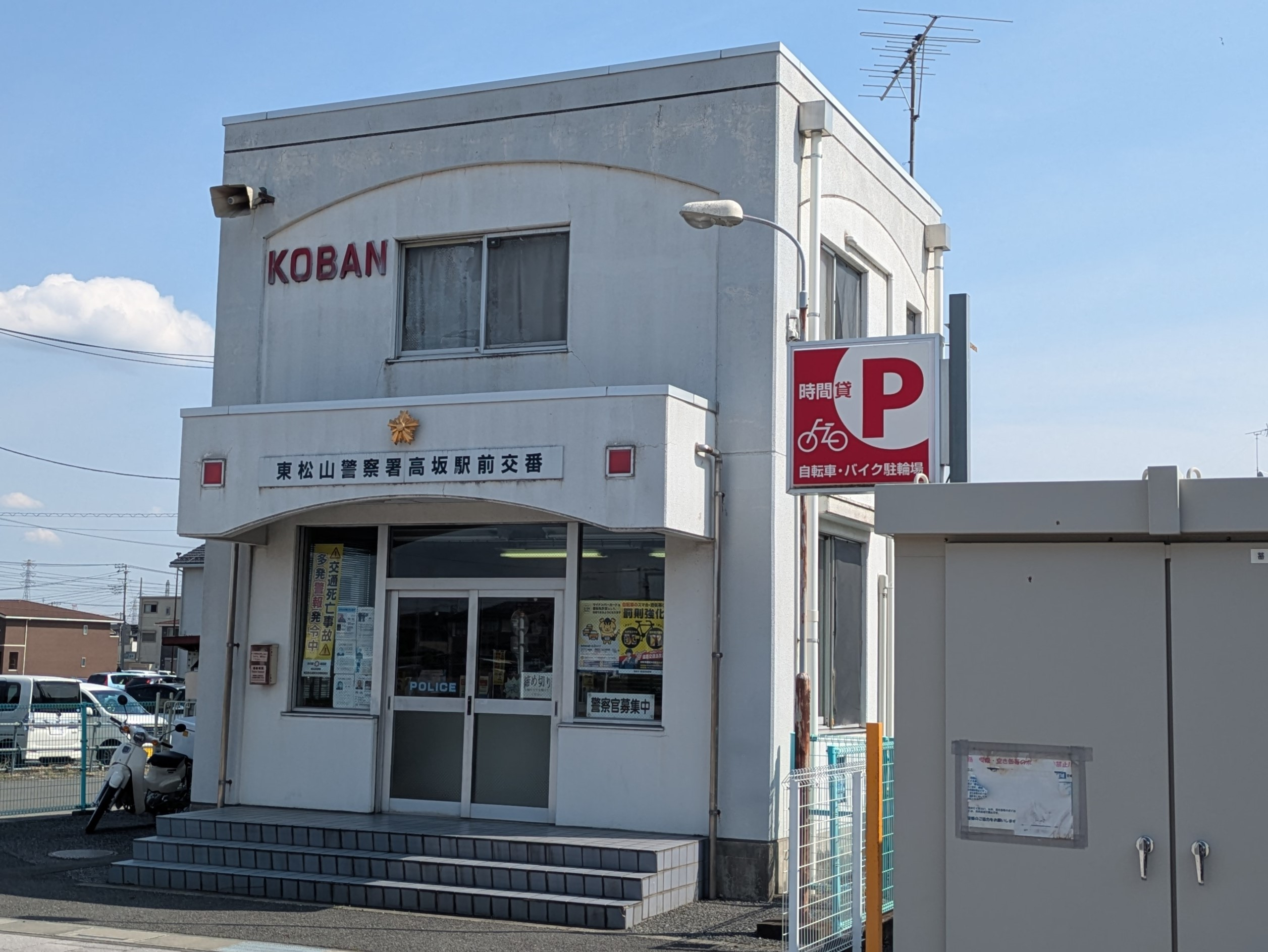
高坂駅前交番（大字高坂1336）
  - 高坂西派遣所（松風台1-4）
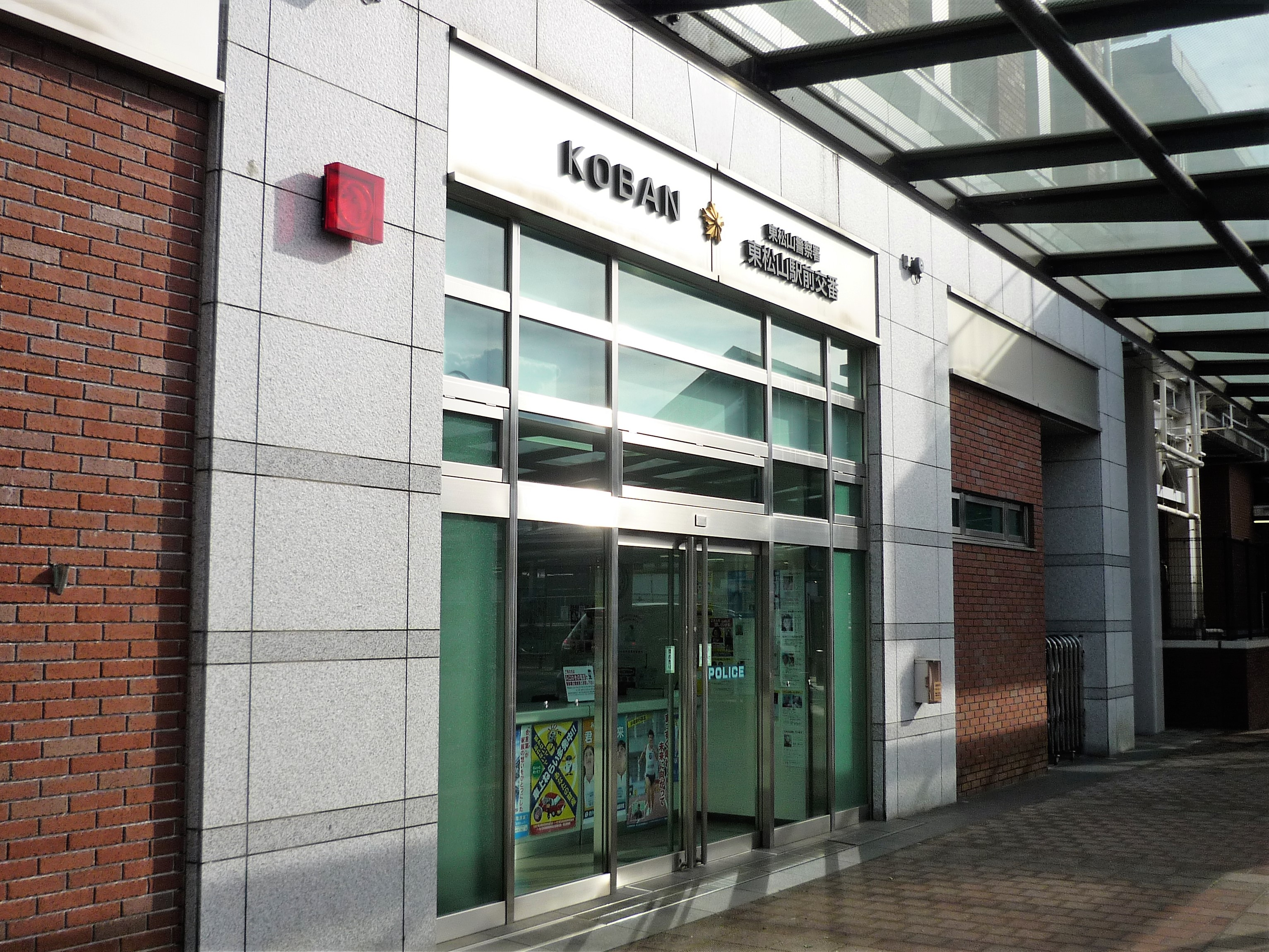
東松山駅前交番（箭弓町1-12-11）
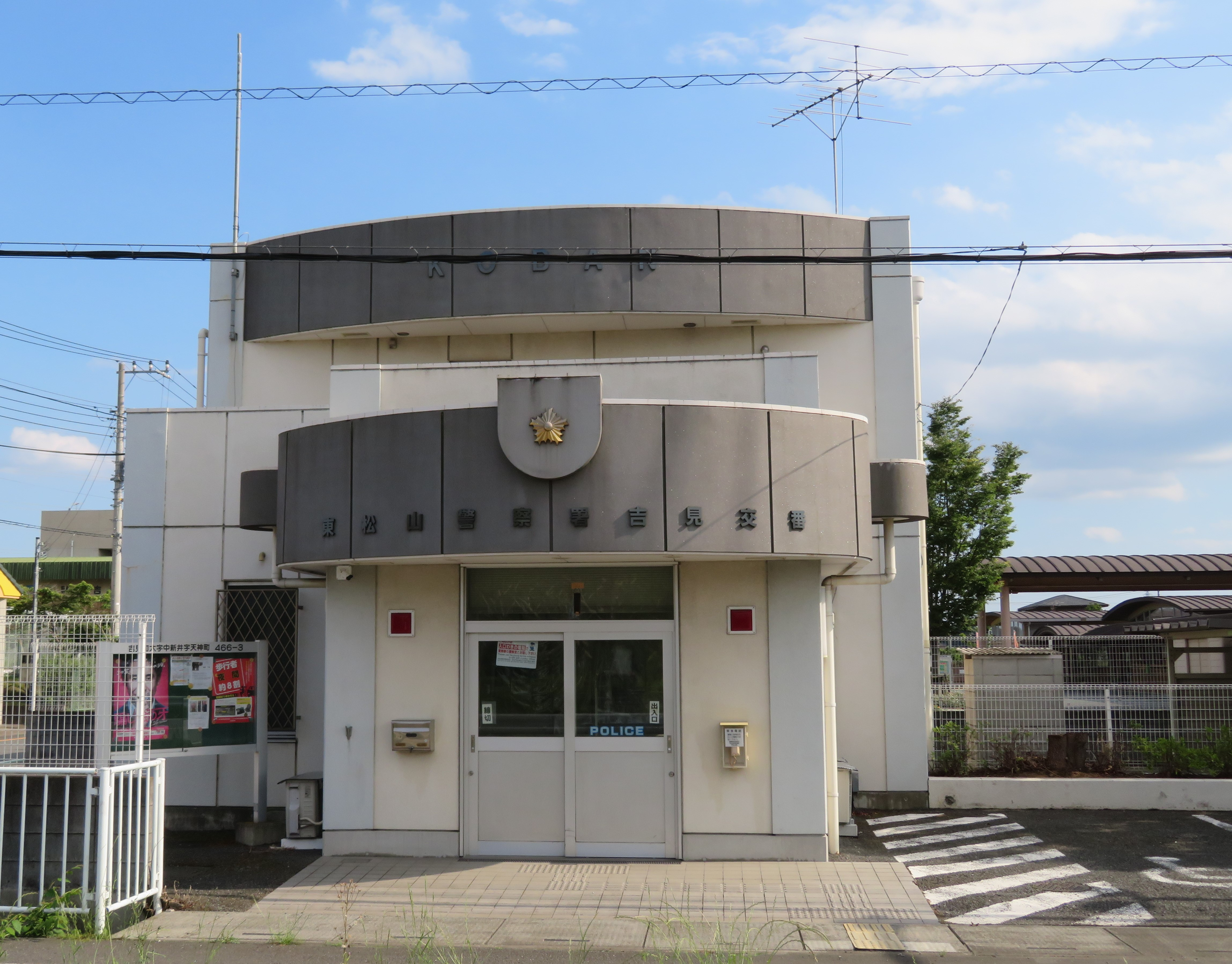
吉見交番
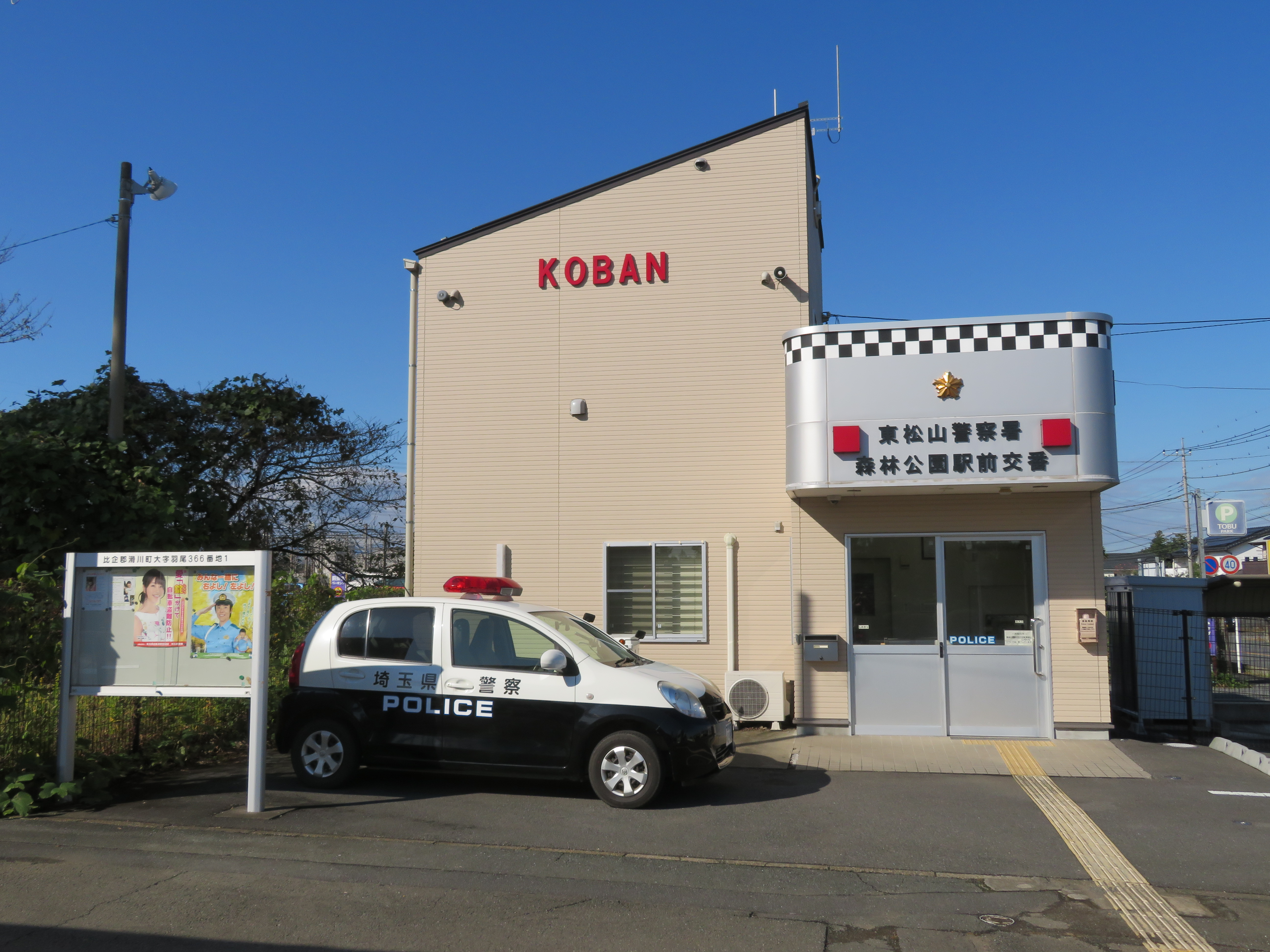
森林公園駅前交番

川島町
- 川島交番（大字白井沼409番地）

吉見町
- 吉見交番（大字中新井466番地3）

滑川町
- 森林公園駅前交番（大字羽尾366番地1）

- 高坂駅前交番
- 東松山駅前交番
- 吉見交番
- 森林公園駅前交番

## 駐在所
東松山市
- 唐子駐在所（大字下唐子1183-27）
- 野本駐在所（大字下野本935-2）

川島町
- 出丸駐在所（大字出丸下郷544番地2）

吉見町
- 吉見東駐在所（大字谷口113番地2）

滑川町
- 福田駐在所（大字福田2266番地）

## 過去に設置されていた交番・駐在所
- 松山中央交番（東松山市本町1-2-20） - 現：東松山市防犯センター（移転前の東松山警察署が所在した場所）
- 高坂西交番（東松山市松風台1-4） - 現：高坂駅前交番高坂西派遣所

## アクセス
- 東松山駅東口から約1.5km（徒歩約20分）
- 高坂駅東口から約2.4km（徒歩約30分）